# 95 Carinae
95 Carinae (e¹ Carinae) é uma estrela na direção da Carina. Possui uma ascensão reta de 08h 35m 15.58s e uma declinação de −58° 13′ 29.1″. Sua magnitude aparente é igual a 5.27. Considerando sua distância de 962 anos-luz em relação à Terra, sua magnitude absoluta é igual a −2.08. Pertence à classe espectral B3V+....